# Uretra prostatica
L'uretra prostatica è la parte più ampia e dilatabile del canale dell'uretra. Essa corre quasi verticalmente attraverso la prostata dalla sua base al suo apice, situata vicino alla sua superficie anteriore piuttosto che posteriore. La forma del canale è affusolata, essendo più ampia al centro che alle due estremità, e sotto stretta, dove si congiunge alla porzione membranosa. La sezione trasversale del canale ha forma di ferro di cavallo con la convessità rivolta in avanti.

## Anatomia

### Descrizione
L'uretra prostatica è il segmento intermedio dell'uretra prossimale, che si estende dalla regione periuretrale della vescica fino all'inizio del diaframma urogenitale, passando attraverso la prostata. Ha il compito di raccogliere le secrezioni provenienti dai dotti eiaculatori, che compongono la maggior parte del liquido seminale, e di convogliarne il passaggio attraverso l'uretra membranosa, separatamente dall'urina; espleta un minimo ruolo anche nell'ambito della pre-eiaculazione. Comprende al proprio interno ed è circondata da svariate centinaia di minuscole ghiandole mucose, che svolgono funzioni in vari ambiti; è inoltre contraddistinta dalla presenza di numerose creste uretrali, tra cui spicca la cresta uretrale superiore, che culmina nel collicolo seminale. Il pavimento uretrale di questo tratto prende il nome di parete uretrale prostatica. Per la sua composizione tissutale e la presenza delle suddette e cospicue creste uretrali, fino al XX secolo non veniva in genere distinta dall'uretra preprostatica, con cui condivide queste e altre caratteristiche. Sempre per alcuni dei suddetti elementi viene spesso considerata l'omologo dell'uretra femminile, insieme a una parte dell'uretra preprostatica, anche in virtù della presenza di piccole ghiandole mucose, nonché del suo decorso interamente pelvico e per buona approssimazione verticale (nei giovani con una prostata sana).
Classificazione
1. Questo tratto di canale viene in genere suddiviso in tre porzioni minori, più per la posizione rispetto alla prostata che per un'effettiva differenza di composizione tissutale:
- Uretra prostatica prossimale o caudale: la sezione compresa tra la regione periuretrale della vescica, ove sbocca l'uretra preprostatica, e la faccia anteriore della prostata. Struttura e composizione sono affini a quelle dell'uretra preprostatica, tuttavia, cambia in parte la tipologia delle ghiandole mucose.[8][17][18] In alcuni individui questa porzione è così breve da risultare pressoché assente, soprattutto se la ghiandola prostatica è molto vicina al collo della vescica, mentre in altri può misurare 0,8 - 1 cm a riposo.[8][19][20][21]
- Uretra prostatica mediana od intraprostatica: la sezione più rilevante ai fini degli studi, completamente circondata dalla prostata (regione periuretrale prostatica). Qui i dotti prostatici sboccano nei solchi uretrali laterali o seni uretrali, e la cresta uretrale superiore culmina nel collicolo seminale, ricevendo i 2 - 4 dotti eiaculatori.[22][23][24] Di norma è particolarmente ricca di ghiandole uretrali e parauretrali, e presenta al proprio interno importanti strutture come l'utricolo prostatico.[8][25][26][27] La lunghezza media di questo tratto ammonta a 3,85 cm (nel range medio 2,7 - 4,6 cm) a riposo e con una prostata sana, secondo vari fattori.[28][29][30][31]
- Uretra prostatica distale o craniale: la sezione compresa tra l'apice della prostata e il diaframma urogenitale, ove inizia l'uretra membranosa. Nei giovani con una prostata sana può anche essere il tratto più lungo del canale, mentre negli anziani tende ad essere nettamente superata dalla sezione mediana.[32][33][34]  In diversi individui è la zona in cui si concentra il maggior numero di ghiandole uretrali e parauretrali, escludendo la ghiandole intraprostatiche.[8][25][26]

Il punto in cui l'uretra fuoriesce dall'apice della prostata (tra le sezioni mediana e distale) suddivide l'intera uretra anteriore in due porzioni, note rispettivamente come uretra caudale o retropubica (i primi 2/3 circa) e uretra craniale o postprostatica (il rimanente 1/3 circa).
2. Una seconda classificazione, meno utilizzata, si basa semplicemente sulla posizione del collicolo seminale:
- Uretra prostatica prossimale o collicolare: la sezione compresa tra la regione periuretrale della vescica, ove sbocca l'uretra preprostatica, e il punto ove finisce il verumontanum (continuando nella cresta uretrale superiore fino all'uretra spugnosa). Questa sezione riceve il secreto dei 2 - 4 dotti eiaculatori, nonché dei dotti prostatici che sboccano nei solchi uretrali laterali, ed è ricca di una grande varietà di ghiandole uretrali e parauretrali.[8][19][20][27]
- Uretra prostatica distale o apicale: la sezione compresa tra il termine del verumontanum e l'ingresso dell'uretra nel diaframma urogenitale, ove inizia il segmento membranoso. Presso l'apice della prostata, l'uretra anteriore è suddivisa nelle sezioni caudale (o retropubica) e craniale (o postprostatica).[37][38][39] Di norma è particolarmente ricca di ghiandole uretrali e parauretrali.[8][25][27]

### Pervietà
In situazione di riposo e nel giovane, l'uretra prostatica ha un decorso per buona approssimazione retto o verticale, designando una leggera curva; esistono però delle variabili che possono modificarne la forma. In particolare, l'aumento del volume prostatico (dovuto ad esempio all'età) tende a provocare un cospicuo incurvamento di questo tratto, determinando un'estroflessione a concavità anteriore; il processo provoca inoltre un considerevole allungamento dell'uretra, spesso a discapito di una sensibile perdita di lume ed elasticità. Questo fenomeno diventa molto evidente in caso di iperplasia prostatica benigna, ma anche la presenza di noduli iperplastici, dovuti al gonfiore di alcuni lobi prostatici o delle varie ghiandole uretrali e parauretrali, può avere un effetto simile, riscontrato con una certa frequenza nella popolazione anziana. Occorre infine sottolineare che anche la pienezza vescicale ha una certa influenza sulla forma dell'uretra prostatica, che si distende e si allunga elasticamente nella fase di riempimento della vescica (in misura, tuttavia, molto meno evidente rispetto all'uretra preprostatica).

### Dimensioni
La lunghezza dell'uretra prostatica è variabile; in condizioni di riposo e in un soggetto sano misura in media 4 – 7 cm, oppure 4 – 6 cm ma accettando 7 cm nelle persone con una prostata naturalmente più voluminosa o sopra i 50 anni. Sono stati eseguite diverse misurazioni su vasti campionari, e hanno mostrato che negli individui sotto i 50 anni il dato medio si assesta sui 5 cm. Un primo studio, effettuato su oltre cento giovani volontari tramite sonografia e uretroscopia ha mostrato un range medio pari a 4,8 - 5,1 cm; un secondo studio, su più larga scala, ha individuato un range molto simile, pari a 4,7 - 5,2 cm. In entrambe le indagini sono però emersi valori molto variabili tra un individuo e l'altro, con dati minimi del valore di 4 cm e dati massimi dell'ordine di 7 cm. Occorre sottolineare che la lunghezza è sempre stata misurata a vescica vuota: infatti l'uretra prostatica, come l'uretra preprostatica, si estende in modo elastico durante il riempimento vescicale, per poi tornare alla dimensione consueta durante lo svuotamento.  Secondo le indagini, questo tratto subisce un allungamento fino a 0,5 cm in corrispondenza di un moderato riempimento (300 ml), e fino a 1 cm con grande riempimento (ben oltre 500 ml). Un altro fattore che contribuisce in modo significativo alla misurazione è la dimensione della prostata: un aumento del volume provocherà infatti un sensibile allungamento dell'uretra prostatica, spesso a discapito di elasticità e lume; di conseguenza, il canale risulta più lungo con l'aumentare dell'età. In caso di iperplasia prostatica benigna, l'uretra prostatica si incurva e si flette, e la sua estensione può raggiungere valori di 8 – 10 cm.
Di norma la sezione mediana (uretra intraprostatica) costituisce la maggior parte della lunghezza di questo segmento uretrale. Misurazioni dirette su volontari mediante sonografia, sempre in condizioni di riposo, hanno mostrato un'estensione media pari a 3,85 cm, con un intervallo di riferimento compreso tra 2,7 cm e 4,6 cm; i valori variavano tra 2,3 cm e 5,6 cm. Un secondo studio ha ampiamente confermato questi risultati, individuando una lunghezza media di 3,8 cm entro un range pari a 2,9 - 4,5 cm, con valori tra 2,4 cm e 5,4 cm. Questa sezione è soggetta a deformazione, e dunque ad un cospicuo allungamento, in caso di iperplasia prostatica benigna (anche oltre 7 cm).
L'uretra prostatica è il segmento uretrale più ampio, con un diametro pari a 10 – 15 mm in condizioni di riposo, per una media di 12 mm; possiede inoltre una discreta dilatabilità rispetto alla maggior parte degli altri segmenti. Il lume può variare largamente in base a numerosi fattori: anzitutto il volume della prostata, che differisce da individuo a individuo e tende ad aumentare naturalmente con l'età. Specialmente negli uomini sopra i 70 anni, l'inevitabile iperplasia della ghiandola può ridurre il diametro intraprostatico a meno di 5 mm, provocando disturbi quali uretrodinia, disuria, stranguria, nonché ritenzione urinaria; nei casi più gravi, l'uretra viene del tutto ostruita con conseguente ritenzione acuta e gravi rischi per la salute. Anche la pienezza vescicale influisce: il diametro aumenta quando la vescica è vuota e si riduce quando il riempimento la distende. In sezione trasversale durante la distensione, il lume di questo tratto è semilunare a convessità anteriore, e arcuato in corrispondenza del collicolo seminale; a riposo si presenta invece come una fessura quasi virtuale. Il punto di maggior pervietà (14 – 15 mm) è collocato nella sezione anteriore, ove la parete uretrale prostatica rientra in una sorta di piccola ampolla, il bulbo posteriore dell'uretra.
Nel neonato, l'uretra prostatica misura 0,5 cm di lunghezza per 0,5 cm di lume (una volta dilatato).

### Struttura
L'uretra prostatica presenta la stessa composizione del segmento che la precede, ovvero l'epitelio di transizione od urotelio, generato dalla porzione comune del seno urogenitale. Nel suo tratto mediano, ovvero l'uretra intraprostatica, l'urotelio è immediatamente circondato dal tessuto ghiandolare e stromale della zona periuretrale della prostata. L'uretra prostatica è stabilizzata dai legamenti pubouretrali posteriori, che si portano dalla faccia posteriore dell'osso pubico all'uretra, dal legamento puboprostatico e infine dalla fascia uretrale o legamento uretropelvico.
L'uretra prostatica è in rapporto, anteriormente, con lo sfintere striato uretrale, con il plesso venoso del pudendo e con la sinfisi pubica; lateralmente con il plesso venoso uretroprostatico (o vescicoprostatico) e con il muscolo elevatore dell'ano; posteriormente con la fascia rettovescicale, che la separa dal retto. Notevole la vicinanza con l'osso pubico, donde si dipartono i legamenti pubouretrali (suddivisi in anteriori e posteriori, questi ultimi diretti verso l'uretra spugnosa) e il legamento uretropelvico o fascia uretrale. L'uretra prostatica mediana è strettamente connessa con la parete interiore della prostata, tanto che si estende per la stessa misura del diametro verticale prostatico: 1,5 - 2,5 cm nel giovane e 3 - 4,5 cm nell'anziano, supponendo che la prostata sia sana e non iperplastica né tantomeno infiammata.

### Caratteristiche peculiari
La caratteristica più evidente dell'uretra prostatica è la presenza, nella faccia posteriore della superficie interna, del collicolo seminale, detto anche cresta uretrale mediana o verumontanum: un cospicuo rilievo ellissoidale, diretto longitudinalmente, alto 3 mm e lungo 10 – 17 mm. L'asse maggiore di questa struttura ha la stessa direzione di quello dell'uretra intraprostatica, e la sua origine embrionale è da ricercare nel primordio uterovaginale, che compone il pavimento uretrale di questo tratto. I margini del collicolo seminale sono determinati dagli orifizi dell'utricolo prostatico, nonché dagli sbocchi dei dotti eiaculatori e dei dotti prostatici, riuniti in una sezione dilatata nota come ampolla dei dotti deferenti. In genere, nei giovani con una prostata sana, il verumontanum fa da confine tra l'uretra prostatica mediana, o intraprostatica, e l'uretra prostatica distale; in alcuni individui, tuttavia, è collocato esattamente a metà segmento, e divide l'uretra prostatica nelle sezioni prossimale e distale.
Alle due estremità, il collicolo seminale continua in una cospicua cresta mediana della mucosa, la cresta uretrale superiore o cresta fallica, che caudalmente si spinge fino all'uvula della vescica (ricongiungendosi ai fasci muscolari degli ureteri nel trigono), e anteriormente si perde nell'uretra spugnosa, dopo essersi biforcata in due segmenti di notevole lunghezza al termine dell'uretra membranosa: i frenuli della cresta uretrale o funicoli uretrali. Come già accennato, nell'uretra prostatica sono presenti diverse altre pliche mucose o creste uretrali, dovute ai numerosi ripiegamenti della mucosa periuretrale; la seconda plica per importanza è senza dubbio la cresta uretrale inferiore o cresta caudale, una fusione di varie rughe uretrali inferiori che nasce dall'uvula vescicale. Lo scopo di queste strutture è prevenire il passaggio di urina e il reflusso di liquido seminale (eiaculazione retrograda) durante l'eccitazione e l'eiaculazione, ruolo svolto anche dal corpo spugnoso. Ciò è reso possibile dalla composizione delle creste, che comprendono sia fibre muscolari allungate sia tessuto erettile, e sono in grado di distendersi e di gonfiarsi in modo considerevole durante l'eccitazione.
Indicativamente, il verumontanum si trova a metà della cresta uretrale superiore (escludendone i frenuli), e sporge nel lume della parete posteriore, facendolo divenire arcuato in sezione. Presso il suo apice è perforato da un orifizio: l'utricolo prostatico, letteralmente "piccolo utero". Si tratta di una modesta rientranza del collicolo, ma spesso viene considerato un diverticolo, oppure un canale a fondo cieco (poiché non conduce ad altre strutture). In alcuni testi viene perfino descritto come una ghiandola accessoria, od ausiliaria, dell'apparato genitale maschile. Nell'utricolo sbucano i dotti di numerose piccole ghiandole (le ghiandole uretrali di Moormann od otricolari minori) e, spesso, i condotti eiaculatori; non è raro, tuttavia, che i dotti eiaculatori sbocchino invece ai suoi lati, designando le estremità del verumontanum e la zona un tempo nota come labirinto uretroprostatico. In genere i dotti eiaculatori sono due, tuttavia in alcuni individui il loro numero potrebbe salire a 3 o perfino 4. Le dimensioni di questa lacuna (a riposo) sono estremamente variabili: la profondità può infatti andare da 0,2 cm a oltre 3 cm, e la lunghezza (diametro) da 0,3 cm a oltre 4 cm; in linea di massima, comunque, entrambe le misure non dovrebbero oltrepassare il centimetro, salvo rari casi, assestandosi su una media di 0,6 cm di lunghezza per 0,5 cm di profondità. In alcuni individui, tuttavia, può essere così esteso da superare in altezza i dotti eiaculatori; inoltre può ingrossarsi in modo notevole durante l'eccitazione, oppure in caso di iperplasia o infiammazione (verumontanite).
L'utricolo si estende in direzione caudale dietro il lobo inferiore della prostata, partendo da uno sbocco a fessura del collicolo seminale; è composto di epitelio stratificato, fibre muscolari e tessuto fibroso, nonché dalle minuscole lacune uretrali che ospitano le ghiandole otricolari minori. Durante l'eccitazione e il coito, l'utricolo si contrae e si innalza fino ad attingere direttamente dai eiaculatori, diventando abbastanza largo da consentire il passaggio del seme. Secondo varie ricerche, l'utricolo prostatico costituirebbe l'omologo della vagina o dell'utero nel maschio: da qui i termini "vagina masculina" e "piccolo utero" od "utero maschile"; a volte viene anche chiamato "vesicula prostatica". Questa corrispondenza, tuttora oggetto di dibattito, è da ricercarsi nell'origine embrionale della struttura in sé, che sembrerebbe nascere dai dotti paramesonefrici, e risulterebbe dunque una vestigia del dotto di Müller. L'epitelio che lo riveste, tuttavia, pare derivare dal seno urogenitale, tramite una proliferazione chiamata cordone seno-utricolare. Ulteriori studi, condotti negli ultimi anni, hanno portato diversi scienziati a stabilire un'omologia tra l'utricolo prostatico e la porzione craniale della vagina nella femmina.
Su ciascun lato della cresta uretrale superiore si viene inoltre a formare una fossa lievemente depressa, il seno prostatico, che ospita sua volta 1 - 3 lacune: i solchi uretrali laterali o seni uretrali, collocati tra i fianchi del collicolo seminali e le pareti dell'uretra stessa. Molto spesso questi solchi sono fusi insieme, e costituiscono un'unica fessura allungata che si estende lungo tutta l'uretra prostatica mediana, in genere per 2,5 – 4 cm (a riposo e con una prostata sana): il solco uretrale rudimentale. Sulla superficie dei seni uretrali sbocca un numero variabile di condotti prostatici, che provengono dai lobi laterali della prostata e secernono il liquido prostatico, nonché altre secrezioni minori. I dotti prostatici sono presenti lungo tutto il decorso intraprostatico della cresta superiore, ma la loro distribuzione è in genere molto più densa nella zona del verumontanum.
La sezione anteriore dell'uretra prostatica (o l'inizio della sezione mediana) presenta una leggera rientranza, che forma una piccola ampolla: questa estroflessione prende il nome di bulbo uretrale posteriore o prostatico, e costituisce il punto di maggior pervietà (il lume può arrivare a 14 – 15 mm). Si tratta comunque di una struttura marginale, insignificante se posta a confronto con il vero e proprio bulbo dell'uretra, il bulbo membranoso situato alla base del pene (nel bulbo di Kobelt). La funzione di questa struttura è dibattuta, ma recenti indagini sembrano mostrare che eserciti un minimo ruolo nella continenza urinaria oppure, più probabilmente e in virtù della sua capacità di gonfiarsi, nell'impedire la minzione durante l'eccitazione e l'erezione, ed il reflusso dello sperma in vescica (eiaculazione retrograda).

### Rapporti con la prostata
L'uretra prostatica presenta una grandissima varietà di ghiandole uretrali e parauretrali, sia macroscopiche sia microscopiche, il cui numero complessivo ammonta a svariate centinaia e tende ad aumentare con l'età. Queste ghiandole svolgono varie funzioni, tuttavia il loro ruolo principale consiste nel generare e permettere l'eiaculazione, nonché nella produzione di specifici ormoni.
La struttura più importante è senza alcun dubbio la prostata, definita come "la ghiandola parauretrale per eccellenza", di forma bilobata e costituita a sua volta da molte decine di minuscole ghiandole. Il tratto mediano dell'uretra prostatica, nei soggetti giovani e sani, è interamente contenuto nel diametro verticale della prostata, ed è in stretta connessione con la parete interna della ghiandola (nota come zona periuretrale prostatica). Inoltre, l'uretra intraprostatica divide esattamente a metà i due lobi laterali della prostata, ed è per questo chiamata "canale maggiore", per distinguerla dai due dotti eiaculatori, detti invece "canali minori" o canalicoli; anche l'utricolo prostatico è a volte considerato un canalicolo, tuttavia a fondo cieco.
Dal punto di vista anatomico, l'uretra prostatica entra nella faccia anteriore della prostata e decorre al suo interno fino all'apice (terza faccia antero-superiore) donde, dopo un tratto chiamato distale, incontra il diaframma urogenitale; l'utricolo prostatico è invece posizionato presso il lobo inferiore della ghiandola (prima faccia infero-mediana). L'apice della prostata divide l'uretra prossimale in due sezioni, rispettivamente note come uretra caudale (o retropubica) e craniale (o postprostatica). I legamenti puboprostatici si inseriscono sulla faccia posteriore dell'osso pubico e sull'uretra, immobilizzandola. L'uretra intraprostatica e la prostata che la circonda sono separate dalla sinfisi pubica dal plesso venoso dorsale (parte del labirinto di Santorini), e dal retto (cui sono molto vicine) da una larga striscia di tessuto connettivo: la fascia rettovescicale di Douglas.
La prostata può essere classificata in quattro regioni, secondo posizione delle sue facce in rapporto all'uretra prostatica:
- La zona transizionale è una regione rotondeggiante, di dimensioni ridotte, e avvolge il tratto più prossimale dell'uretra intraprostatica. Interamente ricoperta dallo stroma fibromuscolare anteriore, è appena anteriore ai condotti eiaculatori che si immettono nell'uretra intraprostatica. In caso di iperplasia prostatica benigna o comunque di iperplasia della ghiandola, questa regione può ingrandirsi a tal punto da incorporare l'uretra preprostatica e comprimere il collo della vescica fino al trigono vescicale.[3][134][148][149][150]
- La zona centrale, simile ad un tronco di cono, è attraversata per tutta la sua lunghezza dai condotti eiaculatori (che decorrono solo in questa porzione del tessuto ghiandolare della prostata), e il suo apice determina la sporgenza del verumontanum. In questa regione, appena sopra la zona transizionale, vi sono ghiandole mucose semplici non assimilabili a quelle prostatiche (volte alla produzione di liquido seminale): le ghiandole uretrali intramurali, rinvenibili anche attorno all'uretra preprostatica.[3][134][148][150][151]
- La zona periferica o delle ghiandole periuretrali[138][152][153] è la porzione più consistente del tessuto ghiandolare, anch'essa a tronco di cono o a coppa, e costituisce circa il 70% del volume complessivo. Ricca di un denso stroma fibromuscolare, racchiude in parte l'uretra prostatica prossimale e mediana, contiene la zona transizionale ed è in rapporto con tutte le altre tre regioni. La sua sporgenza verso l'alto, in direzione caudale, forma il lobo superiore della prostata e determina un'estroflessione del trigono vescicale, nota come uvula della vescica (da cui si sviluppa l'uretra preprostatica). In caso di ghiandola iperplastica, questa regione può avvolgere e inglobare anche parte dell'uretra preprostatica e comprimere il collo della vescica fino al trigono vescicale.[3][134][148][150][151]
- Lo stroma fibromuscolare anteriore costituisce gran parte della faccia anteriore, racchiude la parete antero-superiore dell'uretra prostatica prossimale (la posteriore è compresa nella zona centrale e transizionale, l'antero-inferiore nella transizionale). La sua forma è assimilabile ad un cuneo o ad un cono rovesciato.[3][134][148][150][154]

Alcuni manuali considerano anche una quinta area, nota come zona sfinterica o preprostatica, che costituisce il punto di raccordo tra l'ingresso dell'uretra nella prostata e il punto di uscita dallo sfintere striato uretrale (donde proviene l'uretra preprostatica craniale).

### Epitelio ghiandolare intraprostatico
L'uretra prostatica comunica con molte centinaia di ghiandole uretrali (interne al pavimento uretrale) e parauretrali (che circondano il canale con una disposizione tubolare e labirintica). Decine di queste ghiandole sono contenute nella prostata stessa, in un denso stroma fibromuscolare, a stretto contatto con le pareti dell'uretra, e convogliano il proprio secreto nei solchi uretrali laterali della cresta uretrale superiore, attraverso i dotti prostatici. Possono essere riscontrate nella zona transizionale, periferica e centrale, e sono immerse in un fluido ad alta viscosità, noto come stroma fibromuscolare; ove questo liquido risulta più denso e abbondante, nella porzione anteriore, in genere non si riscontra ghiandola di sorta. Si distinguono due categorie principali di ghiandole periuretrali intraprostatiche, secondo la loro natura (semplici e mucose).
La prima e più importante tipologia è costituita dalle ghiandole tubulo-otricolari prostatiche, chiamate anche ghiandole mucose prostatiche o ghiandole otricolari maggiori (per distinguerle dalle ghiandole mucose contenute nell'utricolo prostatico). Appartengono alla categoria delle ghiandole tubulo-alveolari ramificate (composte o atricolari), e costituiscono un ampio parenchima nelle tre zone principali della prostata. In media il loro numero varia tra 30 e 80 in un soggetto giovane e sano, con una media di 50 unità; negli anziani e nelle persone affette da iperplasia prostatica benigna, tuttavia, tende a superare le 100 unità. Queste ghiandole sono disposte in una struttura labirintica attorno alla mucosa periuretrale, e sboccano nei solchi laterali della cresta uretrale attraverso una media di 15 - 40 dotti prostatici per ciascun lato (non necessariamente simmetrici). La loro forma è nel complesso irregolarmente conica, a base periferica e apice rivolto verso l'uretra; si apre in direzione anticaudale. Ogni ghiandola è separata da quelle contigue tramite robusti setti fibromuscolari che discendono direttamente dalla parte superiore dell'organo, un involucro fibromuscolare noto come capsula prostatica e situato tra le due logge prostatiche principali. Occasionale tessuto adiposo e plessi venosi possono frapporsi.
Ciascuna ghiandola otricolare è in realtà una struttura composita (lobulo), costituita da decine di microlobuli provvisti di minuscole papille, e riversa il proprio secreto in tanti piccoli tubuli che confluiscono nei più grandi condotti prostatici: i diverticoli tubulari od otricolari, uno per ciascuna ghiandola. Ogni dotto decorre all'interno del parenchima nella zona centrale, fino a sboccare nella depressione del collicolo seminale nota come seno prostatico, che ospita a sua volta 1 - 3 cavità per ciascun lato: i solchi laterali della cresta uretrale superiore (o seni uretrali). La lunghezza dei dotti è variabile: i più lunghi provengono dalle ghiandole situate nelle porzioni periferiche, possono misurare oltre 2,5 cm e sono i più numerosi. I più corti, invece, provengono dalla zona transizionale, che include oltre alle ghiandole mucose anche le ghiandole semplici. Anche il loro lume ha un'ampiezza molto variabile, mentre il contorno è irregolare. Osservando i dotti e i tubuli dalla parete posteriore dell'uretra, si nota come, già a breve distanza dallo sbocco nell'uretra, essi presentino molteplici diverticoli, che incrementano di numero e dimensione man mano che il condotto si ramifica: l'esito è un sistema labirintico e molto complesso di adenomeri tubulari od otricolari, che sboccano nel dotto principale oppure nelle sue ramificazioni. Gli adenomeri possono contenere corpi sferici a struttura lamellare, le concrezioni prostatiche, dette altresì corpi amilacei: queste strutture aumentano in numero ed entità nell'anziano.
I microlobuli sono costituiti da epitelio cilindrico, semplice o pseudostratificato, e sono avvolti da un plesso di capillari; soprattutto negli anziani, possono contenere aggregati di colloide di natura iperplastica, noti come corpi amilacei. Le cellule che li compongono hanno grandi nuclei basali sferici, e nella porzione apicale si ritrovano vescicole secretorie; tra le cellule secernenti, si trovano cellule neuroendocrine; alla base delle ghiandole si rinvengono invece cellule epiteliali piatte, dette elementi staminali della prostata. I piccoli tubuli che si dipartono dai microlobuli (diverticoli otricolari) sono rivestiti da un singolo strato di cellule epiteliali, di tessuto cilindrico semplice, mentre i dotti prostatici in cui essi confluiscono sono costituiti da epitelio cilindrico a più strati; si evidenzia un duplice strato di cellule: cubiche nella porzione basale e cilindriche in quella laminare. Gli adenomeri sono invece costituiti di epitelio secernente.
Un'altra tipologia è quella delle ghiandole periuretrali di Lowsley - Hall.

## Galleria d'immagini

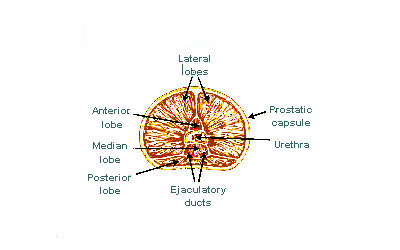
I lobi prostatici, individuati dalle ghiandole otricolari parauretrali
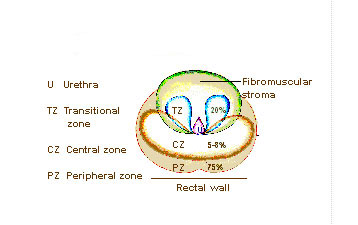
Le quattro zone principali della prostata
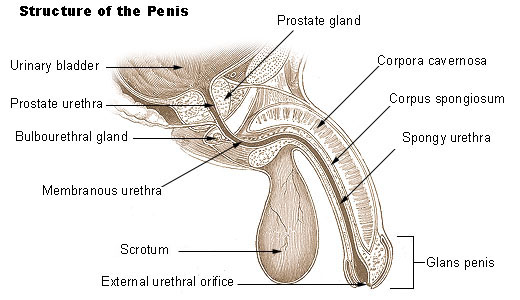
Struttura del pene (sezione ventrale e dorsale)
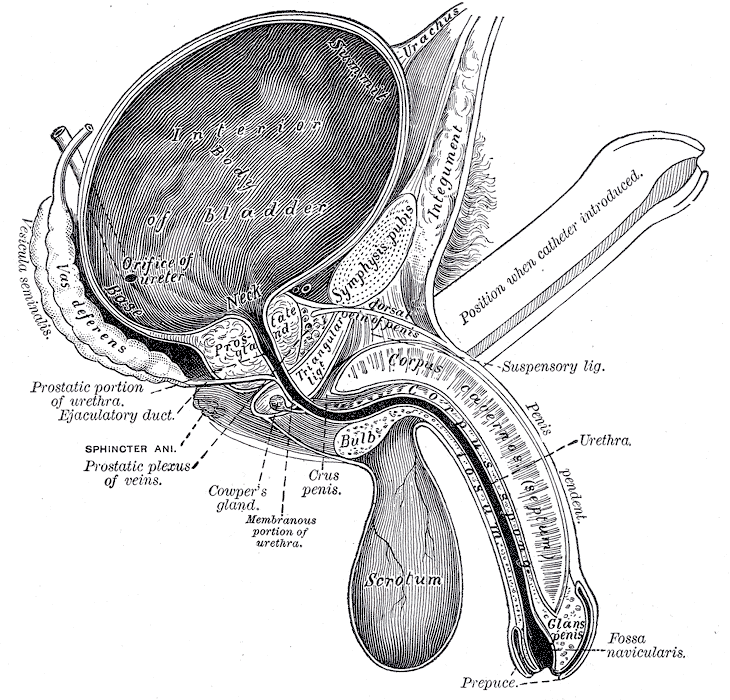
Sezione verticale di vescica, pene, e uretra.
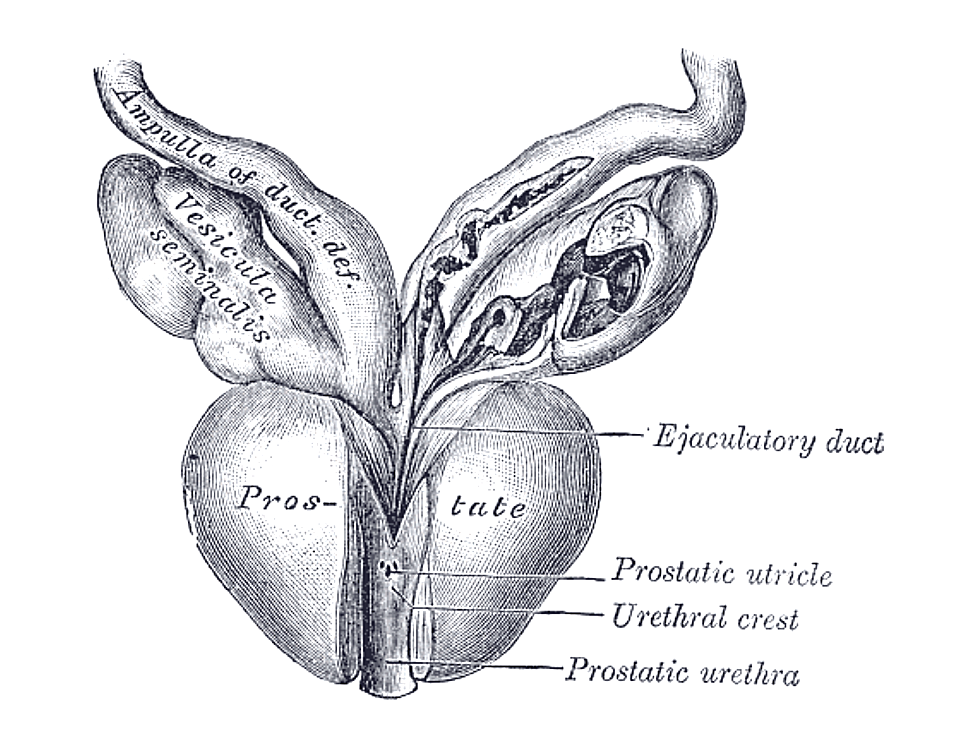
Vescicole seminali e ampolle dei dotti deferenti, viste dalla parte anteriore; si noti la forma a ferro di cavallo